# Sultan ibn Ahmad
Sultan ibn Àhmad al-Busaïdí (àrab: سلطان بن أحمد بن سعيد, Sulṭān b. Aḥmad b. Saʿīd) (Rustaq, 1755 - ?, 20 de novembre de 1804) va ser sultà d'Oman, el quart de la dinastia Busaid. Va governar el país entre 1792 i 1804.

## Biografia
Sultan ibn Àhmad era fill de l'imam i sultà Àhmad ibn Saïd al-Busaïdí. A principis de 1781, ell i el seu germà Sayf van prendre el control dels forts d'al-Mirani i al-Jalali que custodiaven el port de Masqat. Quan el governador de Masqat va intentar recuperar els forts, Sultan i Sayf van bombardejar la ciutat. Els dos germans van obtenir el suport del poderós xeic Sarkar, que va marxar sobre la capital l'abril de 1781. El seu pare va acceptar una amnistia, deixant que els seus fills rebels posseïssin els dos forts. Va canviar d'opinió i va ocupar al-Mirani, mentre que els germans van mantenir al-Jelali durant uns mesos. Sultan i Sayf van segrestar el seu germà Saïd ibn Àhmad. L'imam, el seu pare, es va afanyar a anar a Masqat, on hi va arribar el gener de 1782. Va ordenar al comandant d'al-Mirani que disparés contra Jelali, i els seus vaixells es van unir des de l'est del fort. Mentre això passava, Saïd ibn Àhmad va subornar el seu carceller i va escapar. Aïllats i sense ostatge, els dos germans van acordar rendir-se. L'imam va fer presoner Sayf i el va mantenir sota vigilància per evitar una nova rebel·lió.
A la mort del seu pare el 1783, Saïd ibn Àhmad va ser elegit imam i va prendre possessió de la capital, Rustaq. Sultan i Sayf van demanar al xeic Sakar del grup tribal Xemal que els ajudés a guanyar el tron. El xeic va ocupar les ciutats d'Al-Jazirah al-Hamra, Xarjah, Rams i Khor Fakkan (avui totes als Emirats Àrabs Units). Saïd va lluitar, però no va poder recuperar aquestes ciutats. Tanmateix, els germans van considerar que era més segur marxar del país. Sayf va navegar cap a l'Àfrica oriental, amb la intenció d'establir-s'hi com a governant. Hi va morir poc després. Sultan va navegar cap a Gwadar, a la costa de la regió de Makran del Balutxistan. El governant d'aquest estat li va concedir protecció i li va donar Gwadar.
Saïd ibn Àhmad es va tornar cada cop més impopular. Cap a finals de 1785 un grup de notables va escollir el seu germà, Qays ibn Àhmad, com a imam. Tot i així, aquesta revolta aviat es va esfondrar. El 1786 el fill de Saïd, Hàmad ibn Saïd, va aconseguir el control de Masqat, amb la seva fortalesa. Una per una les altres fortaleses d'Oman es van sotmetre a Hamad. Saïd ja no tenia cap poder temporal. Hamad va prendre el títol de xeic i va establir la seva cort a Masqat. Saïd ibn Àhmad va romandre a Rustaq i va conservar el títol d'imam, Aquest títol d'imam, era un títol purament religiós, simbòlic, sense capacitat de poder. Hamad va morir el 1792.

## Regnat
Sultan ibn Àhmad, que havia tornat a Oman des de Balutxistan, va prendre el control a Masqat. Per evitar disputes familiars, en una reunió a Barka va confirmar el seu germà Saïd com a imam a Rustaq, i va cedir el control de Sohar a Qays ibn Àhmad. El 1798 el sultà va signar un tractat amb la Companyia Britànica de les Índies Orientals. El 1800, Oman va patir una invasió dels wahhabites del nord, que van ocupar l'oasi de Buraimi i van assetjar el germà del sultà, Qays, a Sohar.
Sultan va morir el 1804 en una expedició a Bàssora. Va nomenar Mohammed ibn Nasir ibn Mohammed al-Jabry com a regent i guardià dels seus dos fills, Salim ibn Sultan i Saïd ibn Sultan.